# Hermetische afsluiting

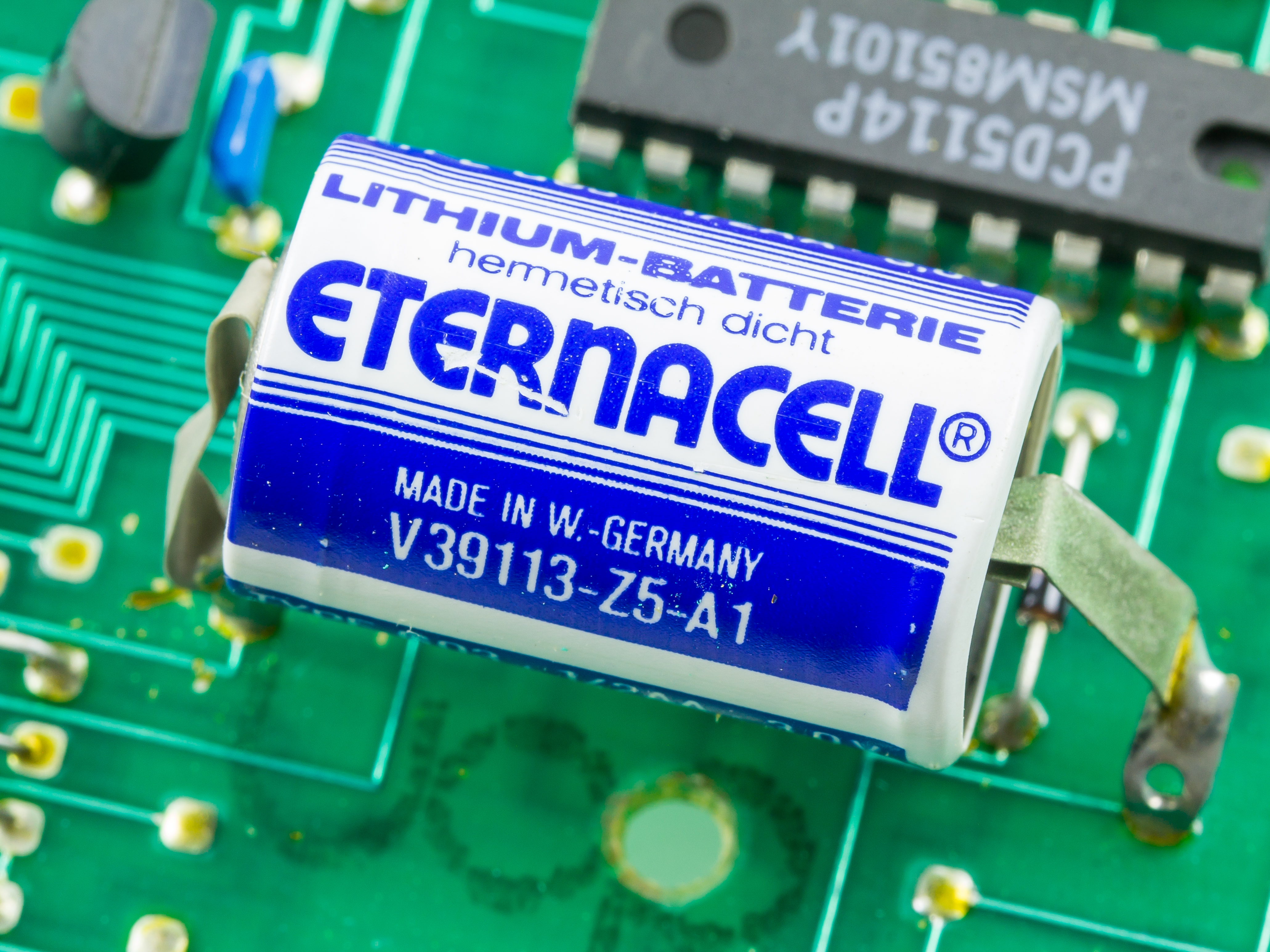
Een hermetisch gesloten batterij.

Een hermetische afsluiting is een type afdichting die geen gas of andere stof doorlaat.
Hermetische ofwel luchtdichte afdichtingen zijn essentieel voor de correcte en veilige functionaliteit van veel producten in de gezondheidszorg, (bederfelijk) voedsel en elektronische producten.
De term hermetisch werd oorspronkelijk gebruikt voor luchtdichte glazen containers, zoals ampullen. Naarmate de technologie vorderde, konden hiervoor meer materialen worden gebuikt, waaronder rubber en kunststoffen.

## Oorsprong van het begrip
Een hermetisch zegel komt voort uit de alchemie in de traditie van het hermetisme. Het woord hermetisch verwijst naar het mythische, Egyptisch/Griekse figuur Hermes Trismegistus, die een proces zou hebben uitgevonden om een glazen buis luchtdicht te maken met behulp van een geheim zegel.